# Чорноморська селищна рада (Одеський район)
Чорномо́рська се́лищна ра́да територіальної громади — орган місцевого самоврядування Чорноморської селищної громади в Одеському районі Одеської області.Чорноморська селищна рада була утворена в липні 1988 року згідно Указу Президії Верховної Ради Української РСР.

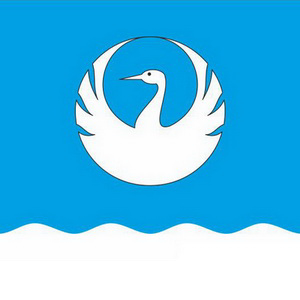
Прапор Чорноморської Громади

Чорноморській селищній раді підпорядковуються два населені пункти:
- Селище  Чорноморське
- Село  Змієнкове ( колишнє Гвардійське)

## Склад ради
Рада складається з 20 депутатів та голови.
- Голова ради: Удалов Сергій Анатолійович
- Заступник голови з питань діяльності виконавчих органів:Бикова Лариса Вікторівна
- Секретар ради: Плешко Юлія Григорівна

### Керівний склад попередніх скликань
| Прізвище, ім'я, по батькові | Основні відомості                                                 | Дата обрання                     | Дата звільнення       |
| --------------------------- | ----------------------------------------------------------------- | -------------------------------- | --------------------- |
| Удалов Сергій Анатолійович  | Селищний голова, 1965 року народження, освіта вища, безпартійний  | 26.03.2006                       | 31.10.2010            |
| Удалов Сергій Анатолійович  | Селищний голова, 1965 року народження, освіта вища, позапартійний | 31.10.2010 25.10.2015 25.10.2020 | 25.10.2015 25.10.2020 |

Примітка: таблиця складена за даними сайту Верховної Ради України